# Ершов, Иван Иванович (футболист)
Ива́н Ива́нович Ершо́в (род. 22 мая 1979, Полярные Зори, Мурманская область) — российский футболист, защитник.

## Карьера
Воспитанник украинского футбола, с пяти лет занимался футболом в ДЮСШ города Комсомольское, затем в донецком училище олимпийского резерва у тренера Загнойко Виктора Ивановича. С донецкой командой стал чемпионом Украины среди юношей. На взрослом уровне начал играть в 1997 году во второй команде днепропетровского «Днепра». Весной 1998 года играл за «Металлург» из Комсомольского.
В 1998 году перебрался в Россию, выступал в первенстве коллективов физкультуры за московский «Спартак-Чукотка» и ФК «Псков», в 2000 году выступал за псковичей во втором дивизионе. После введения лимита на легионеров принял российское гражданство.
В 2001 году подписал контракт с новороссийским «Черноморцем», в его составе дебютировал в премьер-лиге России 10 марта 2001 года в игре против ЦСКА. В составе «Черноморца» провёл 17 матчей в премьер-лиге, играл в Кубке УЕФА 2001/02 против «Валенсии». В начале 2002 года контракт с вылетевшими в первый дивизион новороссийцами продлён не был, футболист был выставлен на трансфер. Будучи на просмотре в «Химках», получил травму ахилла, вернулся в Новороссийск, в заявку «Черноморца» внесён не был, после восстановления играл за дубль «Черноморца» в чемпионате Краснодарского края. По окончании сезона-2002 покинул новороссийский клуб, в дальнейшем выступал за него в 2008 и 2010—2012 годах.
В первом десятилетии XXI века Ершов выступал также за тольяттинскую «Ладу», астраханский «Волгарь-Газпром», липецкий «Металлург» в первом и втором дивизионах России.
В июне 2012 года перешёл в тульский «Арсенал», со своим клубом поднялся из второго дивизиона до премьер-лиги. 17 августа 2014 года в матче четвёртого тура чемпионата России 2014/2015 против московского «Динамо» забил первый гол «Арсенала» в премьер-лиге.
2 октября 2018 года было объявлено о положительной допинг-пробе (следы триметазидина и мельдония) у футболиста. Был дисквалифицирован на 4 года.
С 2019 года — детский тренер (в 2025 году — в ФК «Псков»).

## Личная жизнь
Жена Наталья, с которой Иван познакомился в Пскове, две дочери и сын.

## Достижения
«Черноморец»
- Победитель зоны «Юг» Второго дивизиона России: 2010
- Обладатель Кубка ПФЛ: 2010

 «Арсенал»
- Победитель зоны «Центр» Второго дивизиона России: 2012/13